# Ochlerotatus gutzevichi
Ochlerotatus gutzevichi is een muggensoort uit de familie van de steekmuggen (Culicidae). De wetenschappelijke naam van de soort is voor het eerst geldig gepubliceerd in 1978 door Dubitsky & Deshevykh.